# Tate Taylor
Tate Taylor (ur. 3 czerwca 1969 w Jackson, Missisipi) – amerykański aktor, scenarzysta, producent i reżyser filmowy.
Urodził się i wychowywał w Jackson, stolicy stanu Missisipi. Jest przyjacielem pisarki Kathryn Stockett. Poznali się jako dzieci w przedszkolu Covenant Presbyterian Church w Jackson.
Przez 15 lat pracował w Nowym Jorku i Los Angeles. W 2011 przeprowadził się na Wyolah Plantation w Missisipi.
Taylor zadebiutował jako reżyser filmów pełnometrażowych w Ładni brzydcy ludzie. Wyreżyserował też film Służące, będący ekranizacją powieści The Help Kathryn Stockett. Pisarka przekazała mu prawa do tej ekranizacji w czerwcu 2008, zanim jeszcze książka została opublikowana.

## Filmografia
Reżyser
- Chicken Party (2003)
- Ładni brzydcy ludzie (2008)
- Służące (2011)
- Get on Up (2014)
- Dziewczyna z pociągu (2016)
- Ma (2019)

Aktor
- Wannabe (2005)
- Do szpiku kości (2010)